# Al Holbert
Alvah Robert "Al" Holbert, född den 11 november 1946 i Abington i Pennsylvania, död den 30 september 1988 nära Columbus i Ohio, var en amerikansk racerförare.

## Racingkarriär
Holbert tävlade i IMSA:s GT-serier i USA, och vann IMSA-serien 1976 och 1977 med en Chevrolet, innan han blev fabriksförare för Porsche. Holbert tävlade sedan under 1980-talet i endurancerace med stora framgångar. Han vann Daytona 24-timmars såväl 1986 som 1987, och tillsammans med Vern Schuppan och Hurley Haywood vann han sitt första Le Mans 24-timmars 1983, följt av två ytterligare segrar tillsammans med Hans-Joachim Stuck och Derek Bell 1986 och 1987. 
Året därpå omkom Holbert i en flygolycka med sitt privata propellerplan. Han lyckades undvika att haverera i ett villaområde, men inte att rädda sitt eget liv.

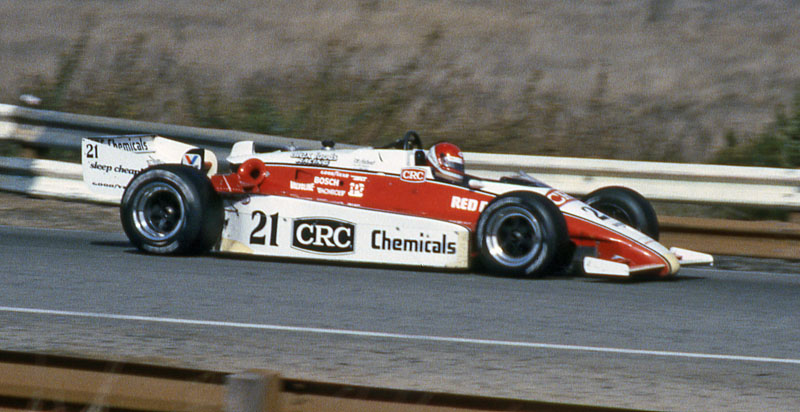
Al Holbert på Laguna Seca 1984.